# 5062 Glennmiller
5062 Glennmiller è un asteroide della fascia principale. Scoperto nel 1989, presenta un'orbita caratterizzata da un semiasse maggiore pari a 2,2606435 UA e da un'eccentricità di 0,1670713, inclinata di 3,30457° rispetto all'eclittica.
L'asteroide è dedicato a Glenn Miller, celeberrimo musicista americano.